# Hemisphaerius flavovariegatus
Hemisphaerius flavovariegatus är en insektsart som beskrevs av Melichar 1906. Hemisphaerius flavovariegatus ingår i släktet Hemisphaerius och familjen sköldstritar. Inga underarter finns listade i Catalogue of Life.